# Copa de Dinamarca de balonmano
Copa danesa de balonmano (en danés: Landspokalturneringen i håndbold) es la copa nacional a nivel de clubes de balonmano de Dinamarca. La competición se juega anualmente desde 1964.

## Sistema de competencia
La competición comienza en otoño y primavera sobre a nivel regional, tras lo cual ocho equipos de la federación de Jutlandia y otras cinco federaciones regionales se clasifican a la ronda de octavos de final. Todas las rondas se juegan como un partido único. Las últimas cuatro rondas se disputan desde agosto hasta el año nuevo, donde se juegan las finales (tanto masculina como femenina) en la ciudad de Århus (ambos partidos el mismo día).
El ganador del torneo se clasifica para la EHF Cup Winners' Cup.

## Palmarés

### Masculino
| Título/s | Club                  | Temporada                                                                                         |
| -------- | --------------------- | ------------------------------------------------------------------------------------------------- |
| 11       | GOG Gudme             | 1989/90, 1990/91, 1991/92, 1994/95, 1995/96, 1996/97, 2001/02, 2002/03, 2004/05, 2018/19, 2021/22 |
| 8        | KIF Kolding           | 1988/89, 1992/93, 1997/98, 2000/01, 2003/04, 2005/06, 2006/07, 2012/13                            |
| 7        | Fredericia KFUM       | 1971, 1972, 1973, 1974, 1976, 1977, 1981/82                                                       |
| 4        | Helsingør IF          | 1979/80, 1982/83, 1985/86, 1987/88                                                                |
| 3        | IK Skovbakken         | 1965, 1968, 1975                                                                                  |
| 3        | Skjern HB             | 1999, 2014, 2016                                                                                  |
| 2        | Aalborg Håndbold      | 2018,2021                                                                                         |
| 2        | Team Tvis Holstebro   | 2008, 2017                                                                                        |
| 2        | AG København          | 2010, 2011                                                                                        |
| 2        | Århus GF              | 1966, 1981                                                                                        |
| 1        | IF Ajax               | 1964                                                                                              |
| 1        | AGF                   | 1967                                                                                              |
| 1        | IF Stadion            | 1969                                                                                              |
| 1        | HK KVIK Esbjerg       | 1970                                                                                              |
| 1        | AB                    | 1978/79                                                                                           |
| 1        | Gladsaxe HG           | 1983/84                                                                                           |
| 1        | HIK                   | 1984/85                                                                                           |
| 1        | Holte IF              | 1986/87                                                                                           |
| 1        | Virum-Sorgenfri HK    | 1988                                                                                              |
| 1        | HK Roar               | 1993/94                                                                                           |
| 1        | Viborg HK             | 1999/2000                                                                                         |
| 1        | GOG Svendborg TGI     | 2004/05                                                                                           |
| 1        | HC Midtjylland        | 2015                                                                                              |
| 1        | FCK Håndbold          | 2009                                                                                              |
| 1        | Århus Håndbold        | 2012                                                                                              |
| 1        | KIF Kolding København | 2013                                                                                              |

### Femenino
| Título/s | Club                     | Temporada                                                                       |
| -------- | ------------------------ | ------------------------------------------------------------------------------- |
| 11       | FIF                      | 1964, 1965, 1967, 1969, 1970, 1972, 1973, 1981/82, 1984/85, 1994/95, 1996/97    |
| 10       | Viborg HK                | 1992/93, 1993/94, 1995/96, 2002/03, 2005/06, 2006/07, 2007/08, 2010, 2011, 2013 |
| 5        | GOG                      | 1988, 1988/89, 1991, 1991/92, 1999/2000                                         |
| 4        | IF AIA Tranbjerg         | 1977, 1978/79, 1979/80, 1980/81                                                 |
| 3        | Lyngså BK                | 1985/86, 1986/87, 1987/88                                                       |
| 3        | FC Midtjylland           | 2012, 2014, 2015                                                                |
| 2        | HG                       | 1966, 1974                                                                      |
| 2        | Svendborg HK             | 1975, 1976                                                                      |
| 2        | Ikast FS                 | 1989/90, 1997/98                                                                |
| 2        | Ikast-Bording EH         | 1998/99, 2000/01                                                                |
| 1        | Glostrup IC              | 1968                                                                            |
| 1        | Hørsholm-Usserød IK      | 1971                                                                            |
| 1        | Helsingør IF             | 1982/83                                                                         |
| 1        | Nørlem/Nørre Nissum KFUM | 1983/84                                                                         |
| 1        | Slagelse FH              | 2001/02                                                                         |
| 1        | Horsens HK               | 2003/04                                                                         |
| 1        | GOG Svendborg TGI        | 2004/05                                                                         |
| 1        | FCK Håndbold             | 2009                                                                            |
| 1        | Randers HK               | 2016                                                                            |